# Maite Idirin
Maite Idirin Solatxi (Miravalles, 12 de julio de 1943 - Anglet, 20 de enero de 2024) fue una cantante española, de origen vasco.

## Biografía
Maite Idirin fue pionera de la renovación musical de la canción vasca en los 1960 y 1970.
Fundadoras de la librería Zabal de Baiona. En 2014 la Academia de la Lengua Vasca la galardonó como académica de honor.

## Discografía
- 1968, Atahualpa Yupanqui en euskera.
- 1970, Solatxi
- 1972, Detchepare 1545
- 1973, Sudor frío, sangre caliente.
- 1975, Desde que nace la semilla, puesta en la tierra.
- 1979, Hermandad
- 1992, En sueños
- 2012, Villancicos
- 2013, Maite Idirin en concierto

## Premios
- 2011, Premio Honorífico Eusko Ikaskuntza ciudad de Bayona.
- 1979, medalla de oro de canto en Bayona.
- 1981, medalla de oro de canto en Burdeos.